# Karin Ocklind
Katarina (Karin) Elisabet Ocklind, född Bergvall 1 augusti 1867 i Ragunda församling, Jämtlands län, död 4 januari 1943 i Skelleftehamns kyrkobokföringsdistrikt, Västerbottens län, var en svensk rösträttsaktivist. Hon var verksam i kampanjen för införandet av kvinnlig rösträtt i Sverige, och ordförande för Föreningen för kvinnans politiska rösträtt i Skellefteå 1916–1917. 